# Халилович, Денис
Денис Халилович (словен. Denis Halilovič; 2 марта 1986, Словень-Градец, СФРЮ) — словенский футболист, защитник.

## Карьера
27 февраля 2009 года подписал контракт с раменским «Сатурном». Дебютировал за новый клуб 4 апреля 2009 года, выйдя на 89-й минуте на замену в матче с «Кубанью».
Провёл 11 мая полный матч в центре защиты в паре с Зелау против московского «Спартака» в «Лужниках», в котором «Сатурн» уступил 0-4.
8 августа 2009 года, в своём 3-м матче в чемпионате России, Халилович вышел в стартовом составе в центре обороны и на 80-й минуте ударом головой забил победный мяч в гостевом поединке с краснодарской «Кубанью» (2-0).
С августа 2010 года Халилович выступал на правах аренды за клуб «Виллем II», но после банкротства подмосковного «Сатурна» футболист заключил полноценный контракт с командой из Нидерландов.
12 августа 2011 года было сообщено, что 25-летний Халилович подписал двухлетний контракт с болгарским ЦСКА из Софии.

## Личная жизнь
16 декабря 2010 года в Словении у Халиловича родилась дочь, которую назвали Киара.